# Easy listening
Easy listening je stil pop glazbe nastao sredinom 20. stoljeća. Karakteriziraju ga jednostavne, zarazne melodije i meki, opušteni tonovi s povremenim plesnim ritmom. Easy listening je pretežno instrumentalna glazba ali neki pjevači su sa svojim stilom pjevanja bili spojivi sa žanrom. Neki od njih su bili Andy Williams, Jack Jones, Engelbert Humperdinck i Eydie Gorme. Ostali pop vokalisti su bili preagresivni u stilu, ili previše povezani sa swingom (npr. Frank Sinatra, Bing Crosby, Tom Jones, i Mel Torme).
1980-ih easy listening je bio najpopularniji radijski format u Americi. Brzo je iščeznuo jer brojno slušateljstvo easy listeninga je bilo vrlo staro i samim time nepoželjna skupina za radio oglašivače.

## Uporaba termina
Termin easy listening se u posljednjim godinama upotrebljava u negativnom smislu jer je žanr postao nepopularan. Budući da je easy listening prilično nepoznat mlađim generacijama, termin "easy listening" se često neispravno upotrebljava za soft pop, smooth jazz ili new age glazbu. Easy listening je također poznat kao "mood music" ili "Middle of the road", ili još posprdnje kao "Muzak" ili "elevator music".

## Glazbenici
- Easy listening orkestri
  - Pat Valentino
  - Lex De Azevedo
  - Burt Bacharach
  - Caravelli
  - Frank Chacksfield
  - Percy Faith
  - Robert Farnon
  - Arthur Fiedler / Boston Pops
  - Jackie Gleason
  - Hollyridge Strings
  - Geoff Love Orchestra
  - Bert Kaempfert
  - Andre Kostelanetz
  - James Last
  - Enoch Light
  - Living Strings
  - Longines Symphonette
  - Henry Mancini
  - Mantovani
  - Ray Martin
  - Paul Mauriat
  - Melachrino
  - The Mom and Dads
  - 101 Strings
  - Frank Pourcel
  - David Rose
  - Billy Vaughn
  - Lawrence Welk
  - Paul Weston
  - Charles Williams

- Easy listening pijanisti
  - Ronnie Aldrich
  - Floyd Cramer
  - Carl Doy
  - Ferrante & Teicher (Arthur Ferrante i Louis Teicher)
  - Earl Grant
  - Joe Harnell
  - Horst Jankowski
  - Bradley Joseph
  - Henry Mancini
  - Peter Nero
  - Emile Pandolfi
  - Roger Williams

- Guitaristi s većim udjelom u easy listeningu
  - Earl Klugh
  - Francis Goya
  - Laurindo Almeida

- Pijanisti s većim udjelom u easy listeningu
  - Antônio Carlos Jobim

- Easy listening pjevačke grupe
  - The Laurie Bower Singers
  - The Ray Charles Singers
  - The Ray Conniff Singers
  - The Mike Curb Congregation
  - The Doodletown Pipers
  - The Anita Kerr Singers
  - The Lettermen
  - The Living Voices
  - The Geoff Love Singers
  - The Norman Luboff Choir
  - The Johnny Mann Singers
  - Sergio Mendes & Brasil '66
  - The Fleetwoods

- Pjevači s većim udjelom u easy listeningu
  - Ed Ames
  - Perry Como (kasniji materijal)
  - Eydie Gorme
  - Robert Goulet
  - Engelbert Humperdinck
  - Jack Jones
  - Steve Lawrence
  - Al Martino
  - Johnny Mathis
  - Matt Monro
  - Anne Murray
  - Kenny Rogers
  - Frank Sinatra
  - Roger Whittaker
  - Andy Williams
  - James Taylor

- Pjevači s ponešto udjela u easy listeningu
  - Tony Bennett
  - Glen Campbell
  - Carpenters
  - Perry Como (raniji materijali)
  - Nat King Cole
  - Vic Damone
  - Sammy Davis Jr.
  - Doris Day
  - John Denver
  - Neil Diamond
  - Dean Martin
  - Olivia Newton-John (raniji materijali)
  - Barbra Streisand
  - Jerry Vale
  - Bobby Vinton

## Poveznice
- Smooth jazz